# ボサノバ・カサノバの ちょっとソコまで
ボサノバ・カサノバの ちょっとソコまで（ぼさのば・かさばのちょっとそこまで）は、エフエム群馬（FM GUNMA）で2011年4月7日から2014年3月27日の毎週木曜の15:30 - 17:55に放送されていたラジオ番組。パーソナリティはソングライター・ユニットのBOSSANOVA CASSANOVA。

## 概要
- 2001年から放送されていた「チャンネル148」が2011年3月に放送終了したのに伴い放送開始。

- sho1は2011年3月まで放送されていた「Friday Cafe」から移動する形での出演となった。